# Taabo (département)
Pour l’article homonyme, voir Taabo.
Le département de Taabo est un département de Côte d'Ivoire portant le nom de son chef-lieu, la ville de Taabo.